# Newby-McMahon Building
Il Newby-McMahon Building (noto anche come il grattacielo più piccolo del mondo) è un edificio nella città di Wichita Falls, un caso singolare dell'architettura, nato a seguito della grande truffa dell'ingegnere J.D. McMahon. Si trova all'angolo delle strade di Seventh e LaSalle, nel centro di Wichita Falls, Texas. Attualmente è un'attrazione turistica del Texas.
L'edificio è nello stile neoclassico di mattone rosso e pietra scolpita, alto 40 piedi (12 m), e le sue dimensioni esterne sono di 18 piedi (5,5 m) di profondità e 10 piedi (3,0 m) di larghezza. Le dimensioni interne sono fra 12 piedi (3,7 m) e 9 piedi (2,7 m), o circa 108 piedi quadrati (10,0 m²). Scale ripide, strette e interne che conducono ai piani superiori occupano circa il 25% dell'area interna.

## Storia
Nel 1912, nelle vicinanze di Wichita Falls, fu ritrovato il petrolio che causò un forte afflusso di coloni nella città. Oltre alle abitazioni, c'era bisogno di edifici per uffici. Quindi l'ingegnere J.D. McMahon propose un progetto di costruzione ad un'altezza di 480 piedi (circa 146 metri), richiedendo $ 200.000 per il lavoro. Un anno dopo la costruzione viene completata, ma l'altezza dell'edificio era solo di 12 metri. Si è scoperto che nel progetto l'ingegnere aveva indicato l'altezza non in piedi, ma in pollici, a cui i clienti non hanno prestato l'attenzione. Di conseguenza, i tentativi degli investitori di ricevere indietro i soldi attraverso i tribunali non hanno dato buoni risultati.
Inizialmente, l'edificio era considerato irritante dagli abitanti della città, ma negli anni '20 ha guadagnato una certa fama a causa della menzione nella pubblicazione di "Ripley's Believe It or Not!" di Robert Ripley. Da allora l'edificio viene chiamato "Il grattacielo più piccolo del mondo".